# Kazachmys
Kazachmys (Kazakhmys, kaz. Қазақмыс, ros. Казахмыс) – kazachstańskie przedsiębiorstwo metalurgiczne, specjalizujące się w produkcji miedzi.
Spółka w obecnej formie została założona w 1992 roku po uzyskaniu niepodległości przez Kazachstan, nawiązuje jednak do tradycji zakładów funkcjonujących w czasach radzieckich i wcześniejszych. Wydobycie miedzi w rejonie Żezkazganu rozpoczęto w 1913 roku, działała tam wówczas spółka kierowana przez Anglika Lesliego Urquharta, która została znacjonalizowana w latach 20. XX wieku, po rewolucji październikowej.
W czasach radzieckich odkryto kolejne złoża miedzi na terenie Kazachstanu i kontynuowano ich eksploatację. Złoże w rejonie Bałchaszu zostało odkryte w 1928 przez Michaiła Rusakowa. W tym samym czasie Kanysz Satpajew prowadził badania geologiczne w rejonie Żezkazganu, stwierdzając że tamtejsze zasoby miedzi są znacznie większe, niż wcześniej prognozowano.
W 1938 roku uruchomiono hutę miedzi w Bałchaszu, a w 1943 hutę i pięć pierwszych kopalń w Żezkazganie, budowę kompleksu zakończono w 1958 roku.
W 1992 roku, gdy kompleks znalazł się w niepodległym Kazachstanie, kompleks przekształcono w spółkę akcyjną, w której, w 1996 roku, 40% udziałów nabył południowokoreański Samsung, który sprzedał je w późniejszym czasie. W 2005 roku spółka była notowana na FTSE 100 London Stock Exchange. W tym czasie była największym dostawcą miedzi w Kazachstanie i 10. na świecie.
W 2014 roku przedsiębiorstwo zostało podzielone na dwa podmioty. Spółka publiczna, notowana na giełdzie przyjęła nazwę KAZ Minerals, a pod nazwą Kazachmys funkcjonuje przedsiębiorstwo prywatne.